# Kohne Taghlar
Kohne Taghlar (en azéri Köhnə Tağlar, en arménien Hin Taghlar : Հին Թաղեր) est un village d'Azerbaïdjan faisant partie du raion de Khojavend. Il fut, jusqu'en 2020, une communauté rurale de la région de Hadrout, dans la république du Haut-Karabagh. La localité compte 168 habitants en 2005 et 96 habitants en 2015.
Le monastère arménien de Katarovank se trouve à proximité du village.

## Histoire
Le village est collectivisé par les soviets en 1931-1932, et l'électricité y est installée en 1964. 220 habitants du village combattent pendant la Seconde Guerre mondiale, dont une centaine meurent au front. Pendant la période soviétique, le village est rattaché au district de Hadrout au sein l'Oblast autonome du Haut-Karabagh. Après la première guerre du Haut-Karabagh, le village est administré comme une partie de la province de Hadrout au sein la République du Haut-Karabagh.
En 2020, le village devient une poche de résistance des forces armées du Haut-Karabagh pendant la seconde guerre du Haut-Karabagh. En décembre, soit un mois après le cessez-le-feu, des affrontements éclatent autour du village violant  l'accord. Le 12 décembre, Kohne Taghlar est capturé par les forces azerbaïdjanaises, certains affrontements se poursuivant encore dans la région. Les forces russes de maintien de la paix arrivent dans la région le 13 décembre 2020. La région passent définitivement sous contrôle azerbaïdjanais, les forces de maintien de la paix russes ayant retiré le village de leur périmètre de responsabilité sur une carte présentée le 14 décembre.

## Démographie
En 1920, le village comptait 400 habitants, mais en 1987 ce nombre était tombé à 198, tous arméniens.
Le village comptait 168 habitants en 2005 et 96 habitants en 2015.

## Patrimoine

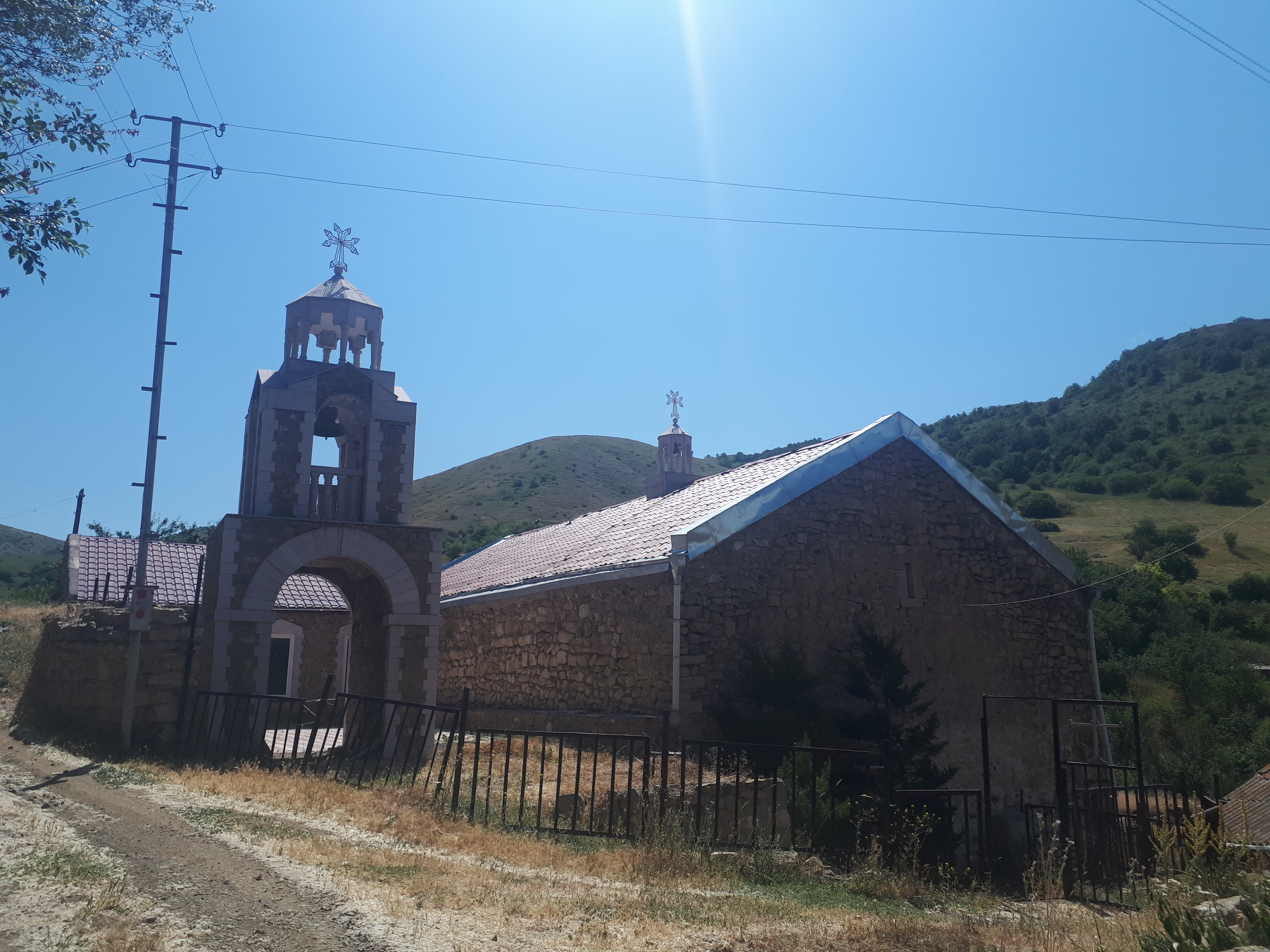
Église du Saint Sauveur à Kohne Taghlar, 2019.

Les sites du patrimoine historique dans et autour du village comprennent des bâtiments historiques et des khatchkars datant du 9ème au 11ème siècle, un cimetière arménien du 17ème siècle et l'église du 19ème siècle Surb Amenaprkich (arménien : Սուրբ Ամենափրկիչ, « Saint Sauveur »).
Le village abrite un monument en l'honneur des morts de la Seconde Guerre mondiale.